# 翁溥
翁溥（1502年—1556年），字德宏，號獨山，改號夢山，浙江紹興府諸暨縣人，明朝政治人物。

## 生平
嘉靖七年（1528年）戊子科浙江鄉試第十二名舉人。嘉靖八年（1529年）聯捷己丑科三甲四十二名進士。授太湖縣知縣，十二年十二月选拜吏科給事中。十四年九月因弹劾吏部尚书汪鋐，降一级调外任用，贬江西龙泉县丞。十五年升庐陵知县，秩满，升松江府同知，二十年升广东按察司佥事，二十三年正月升本省左参议，二十五年任四川按察司副使，以平白草蠻功受賞。二十七年戊申，陞四川參政，復以平都蠻功再受賞。二十八年陞河南按察使，未任，陞湖廣右布政。三越月，轉左布政使。三十年四月升都察院右副都御史、巡抚湖广，次月改巡抚江西，嘉靖三十二年（1553年）夏，入為兵部右侍郎。次年，轉左侍郎。嘉靖三十五年（1556年）三月，升南京刑部尚書，五月卒於任。訃聞，諡榮靖，賜祭葬。著有《知白堂稿》。

## 家族
曾祖翁晧；祖父翁珪；父翁銓。母陳氏。慈侍下。兄漢、源。弟瀚、洋、濟、濬、澄、海。